# Evangelische Kirche (Ilsdorf)

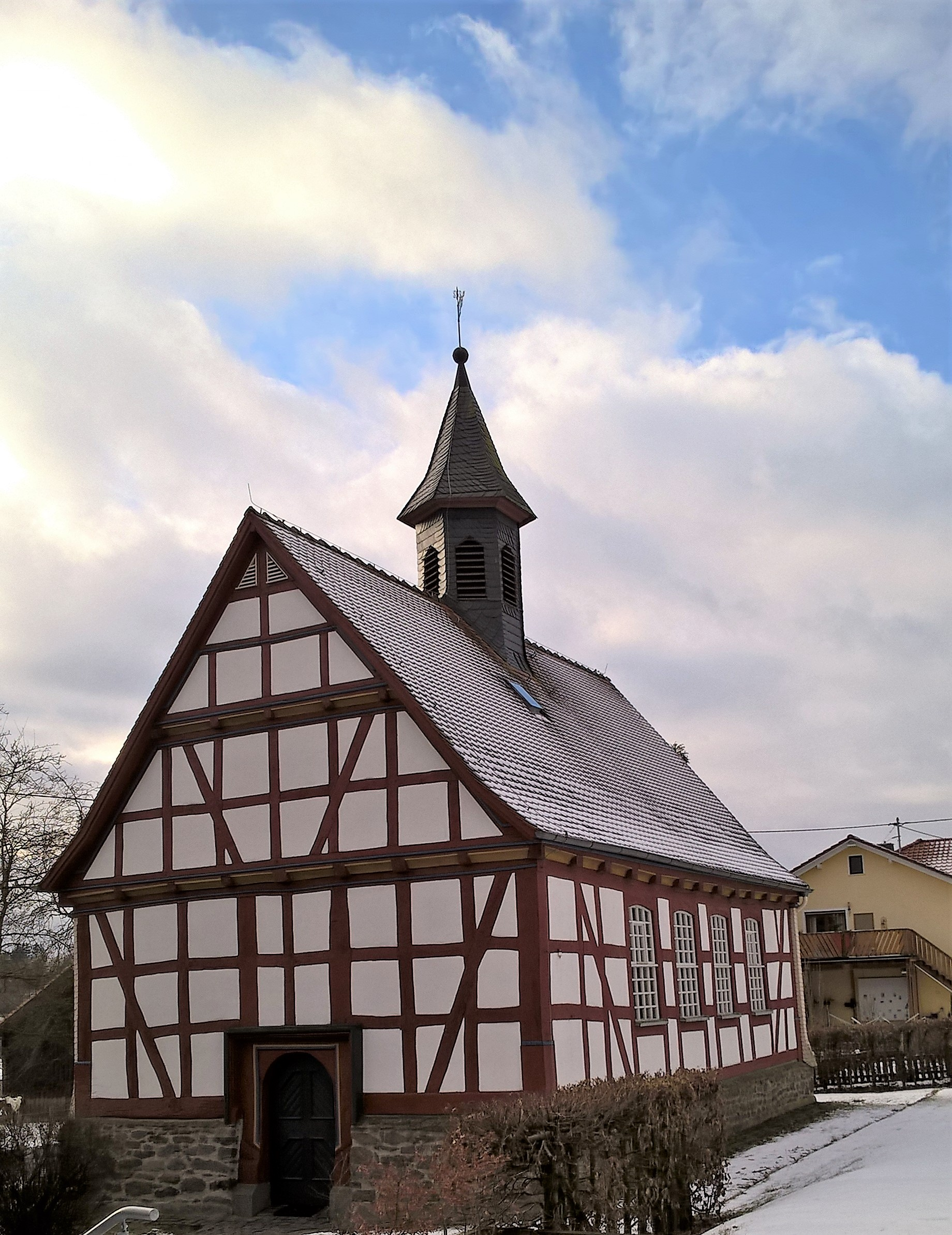
Kirche von Nordosten

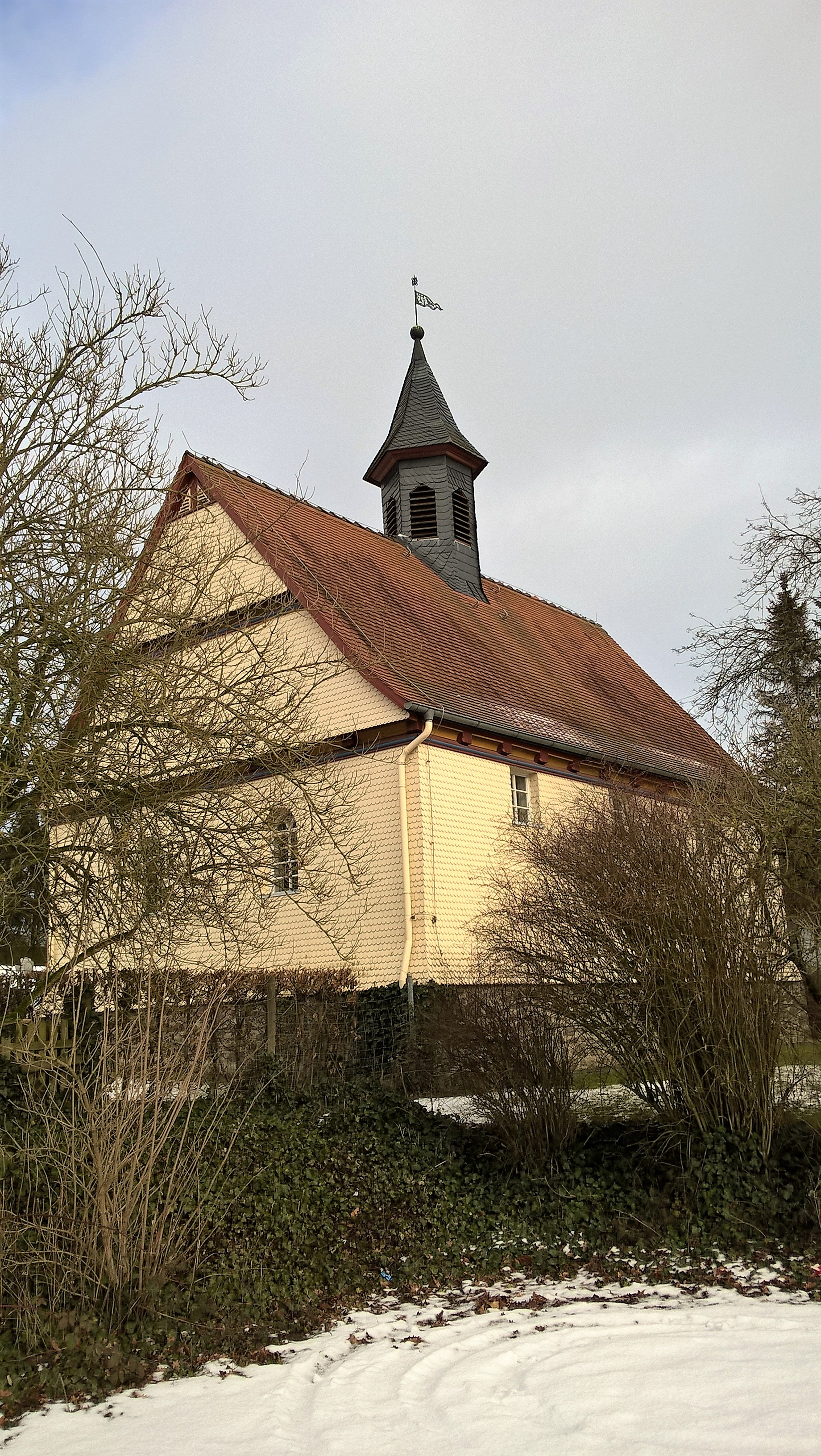
Ansicht von Südwesten

Die evangelische Kirche in Ilsdorf ist eine Fachwerkkirche in der Gemeinde Mücke im Vogelsbergkreis (Hessen). Die kleine Saalkirche mit Dachreiter aus der Mitte des 16. Jahrhunderts wurde 1983/1984 aus dem unweiten Bernsfeld transloziert. Die denkmalgeschützte Kirche prägt das Ortsbild und ist eine der ältesten Fachwerkkirchen im Vogelsberg.
Die Kirchengemeinde gehört zum Dekanat Gießener Land in der Propstei Oberhessen der Evangelischen Kirche in Hessen und Nassau.

## Geschichte
Im Jahr 1417 wurde der Ort in das nördliche Hessisch-Ilsdorf und das südliche Solms-Ilsdorf aufgeteilt, was auch eine kirchliche Zweiteilung nach sich zog: Hessisch-Ilsdorf war mit Flensungen und Solms-Ilsdorf mit Lardenbach verbunden. Im Laufe des 15. Jahrhunderts wurde Solms-Ilsdorf eine Filiale von Freienseen und ab 1717 von Lardenbach.
Mit Einführung der Reformation wechselte die Kirchengemeinde zum evangelischen Bekenntnis, vermutlich unter Sintrum Lutz, der in der Mitte des 16. Jahrhunderts Pfarrer in Freienseen war.
Wahrscheinlich wurde die heutige Kirche Mitte des 16. Jahrhunderts in Bernsfeld anstelle eines älteren Vorgängerbaus errichtet. Das Holz der alten Kapelle fand teilweise bei der Errichtung des Rathauses in Nieder-Ohmen Verwendung, das im Jahr 1555 fertiggestellt wurde. Aufgrund des schlechten Zustands des Gotteshauses gab es in den 1750er Jahren Abriss- und Neubaupläne, die aber nicht ausgeführt wurden. So urteilte der Gießener Baurat Helfrich Müller nach einer Besichtigung im Jahr 1750: „und weilen dißes Kirchelgen viel zu klein ist, und anderster nicht alß mit einer neuen kann geholffen werden, so meritiret dißes alte Gebäw nicht, daß weiter Kosten dran gewandt werden.“ Stattdessen fand 1773 eine größere Reparatur statt. In diesem Zuge wurden die Emporen eingebaut und mit den volkstümlichen Apostel-Bildern versehen. 1899 wurde eine weitere Renovierung durchgeführt, 1934/1935 der Dachreiter ersetzt und 1949–1952 die Kirche wieder renoviert. Als die Fachwerkkirche ab den 1960er Jahren zunehmend baufällig wurde, entschloss sich die Gemeinde zu einem modernen Kirchenneubau, der 1973 eingeweiht wurde. Die ungenutzte Fachwerkkirche wurde 1972 entwidmet. Die barocke Kanzel und die Emporenbilder wurden zunächst in die neue Kirche übernommen, mussten aber aus Gründen des Denkmalschutzes wieder in die Fachwerkkirche zurückgebracht werden. Andere Einrichtungsgegenstände wurden verkauft oder im Lager der Denkmalschutzbehörde in Münzenberg eingelagert. Ein neues Denkmalschutzgesetz von 1974 rettete die alte Kirche vor dem Abriss.
1978/1979 wurde das Kirchspiel Groß-Eichen neu strukturiert. Klein-Eichen wurde ausgegliedert und mit Lardenbach pfarramtlich verbunden und Ilsdorf mit Groß-Eichen vereint. Ab 1979 fanden im Ilsdorfer Dorfgemeinschaftshaus, dem früheren Schulgebäude, alle 14 Tage Gottesdienste statt. Die Gründung einer eigenständigen Kirchengemeinde mit eigenem Kirchenvorstand erfolgte im Jahr 1983. Als gottesdienstlicher Versammlungsort wurde auch die alte Fachwerkkirche in Bernsfeld diskutiert. Daneben interessierte sich der „Förderkreis zur Erhaltung alter Kirchen“ aus Marburg für das Gebäude mit dem Ziel einer kulturellen Nutzung vor Ort. Die Darmstädter Kirchenverwaltung lehnte jedoch eine Profanierung ab, was eine Versetzung implizierte. Da die hessische Denkmalschutzbehörde eine Umsetzung ablehnte und keine Einigung erzielt werden konnte, wurde die Sache vor den Petitionsausschuss des Hessischen Landtages gebracht. Der Ausschuss stimmte für die Pläne des Marburger Förderkreises, wogegen die Hessische Kirche Widerspruch einlegte. Daraufhin kam der Fall vor den Hessischen Landtag, der sich mit knapper Mehrheit für eine Umsetzung nach Ilsdorf aussprach. Dem schloss sich der Hessische Kultusminister an, der in dieser Sache das letzte Wort hatte.
Die Abbauarbeiten unter Leitung von Peter Weyrauch begannen am 27. April 1983, die aufgrund von Presseberichten, die die Stimmung aufzuheizen drohten, zeitweise unter Polizeischutz durchgeführt wurden. Nach drei Wochen waren alle Teile nach Ilsdorf gebracht. Im Juni standen die Außenwände, im September 1983 war das Giebelgeschoss aufgesetzt. 1984/1985 wurden die letzten Außenarbeiten und der Innenausbau durchgeführt. Nach ersten Gottesdiensten ab Weihnachten 1985 in der fast fertigen Kirche erfolgte die offizielle Einweihung am 23. März 1986. Der Aufbau der Kirche kostete rund 400.000 DM, die Ausstattung einschließlich einer Orgel für 70.000 Euro insgesamt 446.000 DM. Die Emporenbilder, die inzwischen in der neuen Bernsfelder Kirche aufgehängt waren, mussten ebenso wie die Kanzel wieder in der Fachwerkkirche zurückgebracht werden. Sie sind eine Dauerleihgabe der Bernsfelder Kirche, solange die Ilsdorfer Kirche für gottesdienstliche Zwecke genutzt wird.
Eine erste Glocke wurde 1985 und eine weitere 1992 angeschafft. Nachdem im Winter 1985/1986 an den Wetterseiten im Süden und Westen Feuchtigkeit in Wände und Dach eingedrungen war, wurden beide Seiten 1989 verschindelt. Die Dachziegel, die sich als zu schwer erwiesen, wurden im selben Jahr durch eine rote Verschindelung ersetzt.

## Architektur

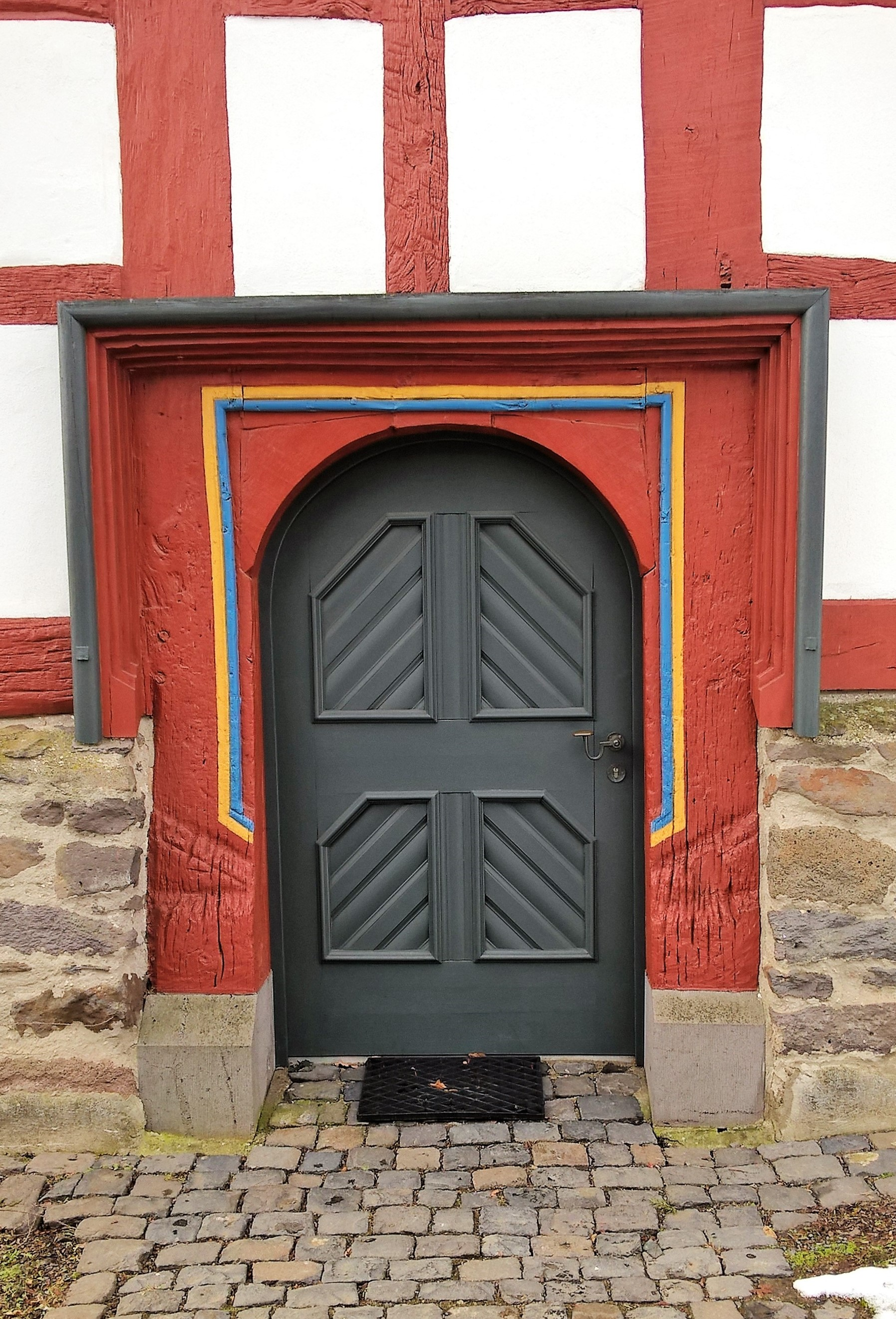
Ostportal

Die eingeschossige Saalkirche auf rechteckigem Grundriss mit geradem Chorschluss ist nicht geostet, sondern wurde in Ilsdorf nördlich und parallel zur Mückener Straße in der Dorfmitte in Ost-West-Richtung wiedererrichtet. In Bernsfeld war sie nach Norden ausgerichtet, wurde also bei der Versetzung um ein Viertel gedreht. An der Nord- und Ostseite tritt das Fachwerk mit roten Balken und weißen Gefachen zutage, Süd- und Westseite sind vollständig verschindelt. Die Kirche ist in Rähmbauweise über einem hohen Sockel aus Bruchsteinmauerwerk konstruiert und weist zwei umlaufende Riegel auf. An jeder Seite prägen zwei geschosshohe Schwertungen das Gebäude, die jeweils durch einen Mittelpfosten und an jeder Seite durch zwei Gefache gehen, ohne an den Nachbarpfosten zu stoßen. Das Giebelgeschoss kragt über den Balkenköpfen leicht vor und die obere Hälfte des Giebeldreiecks, das durch ein Gesims abgesetzt ist, kragt nochmals vor.
Die Kirche wird an der Südseite durch drei kleine Rechteckfenster mit Sprossengliederung, an der Westseite durch zwei Rundbogenfenster und an der Nordseite durch drei große Fenster mit Stichbogen belichtet. Die Ostseite mit dem Eingangsportal, das in Bernsfeld im Norden lag, ist fensterlos. Das Rundbogenportal ruht auf zwei steinernen Basen und wird oberhalb des Sockels mit einem rechteckigen profiliertem Rahmen hervorgehoben.
Die Kirche wird von einem steilen, rot verschindelten Satteldach bedeckt. Der mittig aufgesetzte, sechsseitige Dachreiter ist vollständig verschiefert. Der Schaft hat an allen Seiten Schalllöcher für das Geläut. Der Spitzhelm wird von einem Turmknauf und einer im Landkreis seltenen Wetterfahne bekrönt.

## Ausstattung

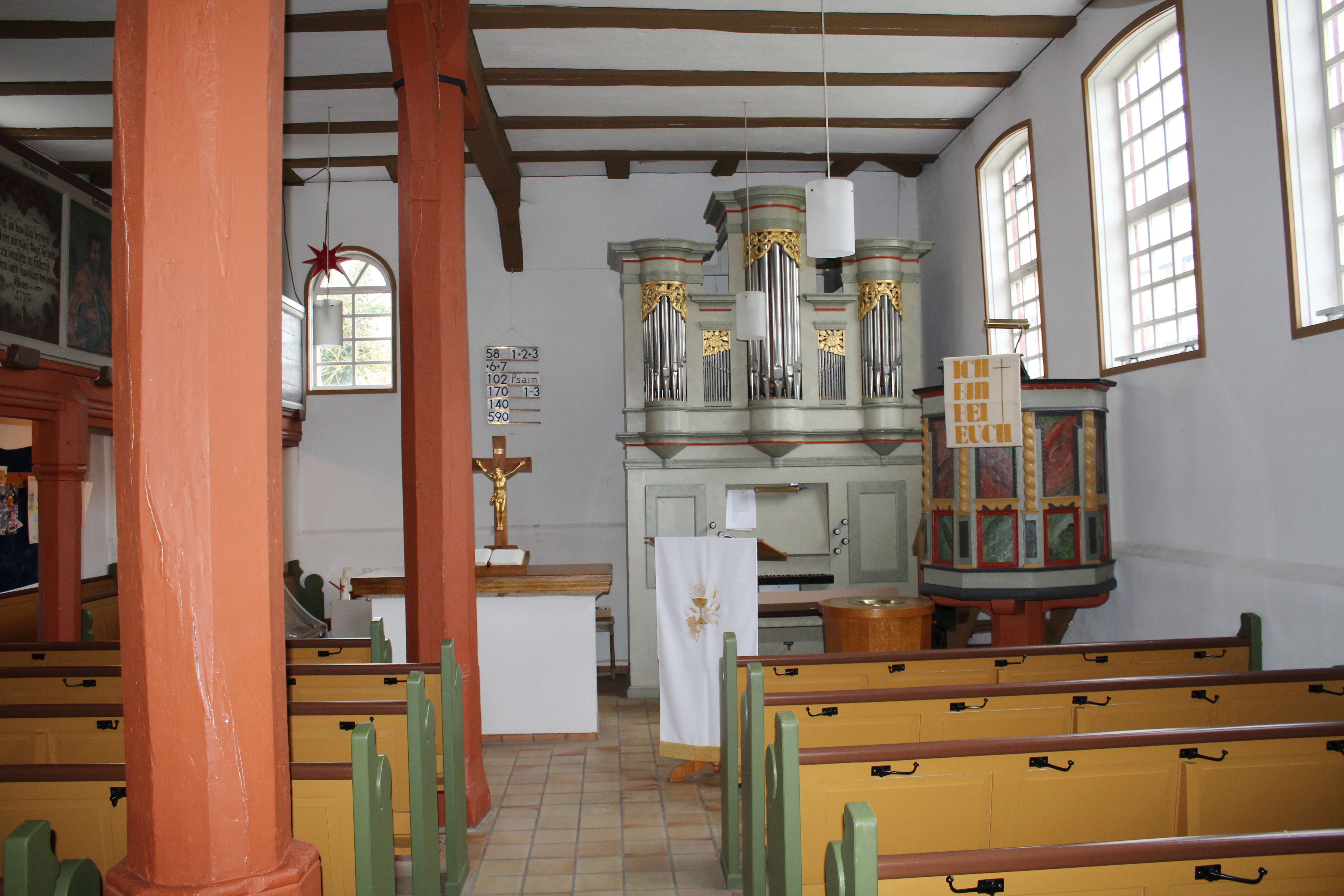
Blick auf Kanzel und Orgel

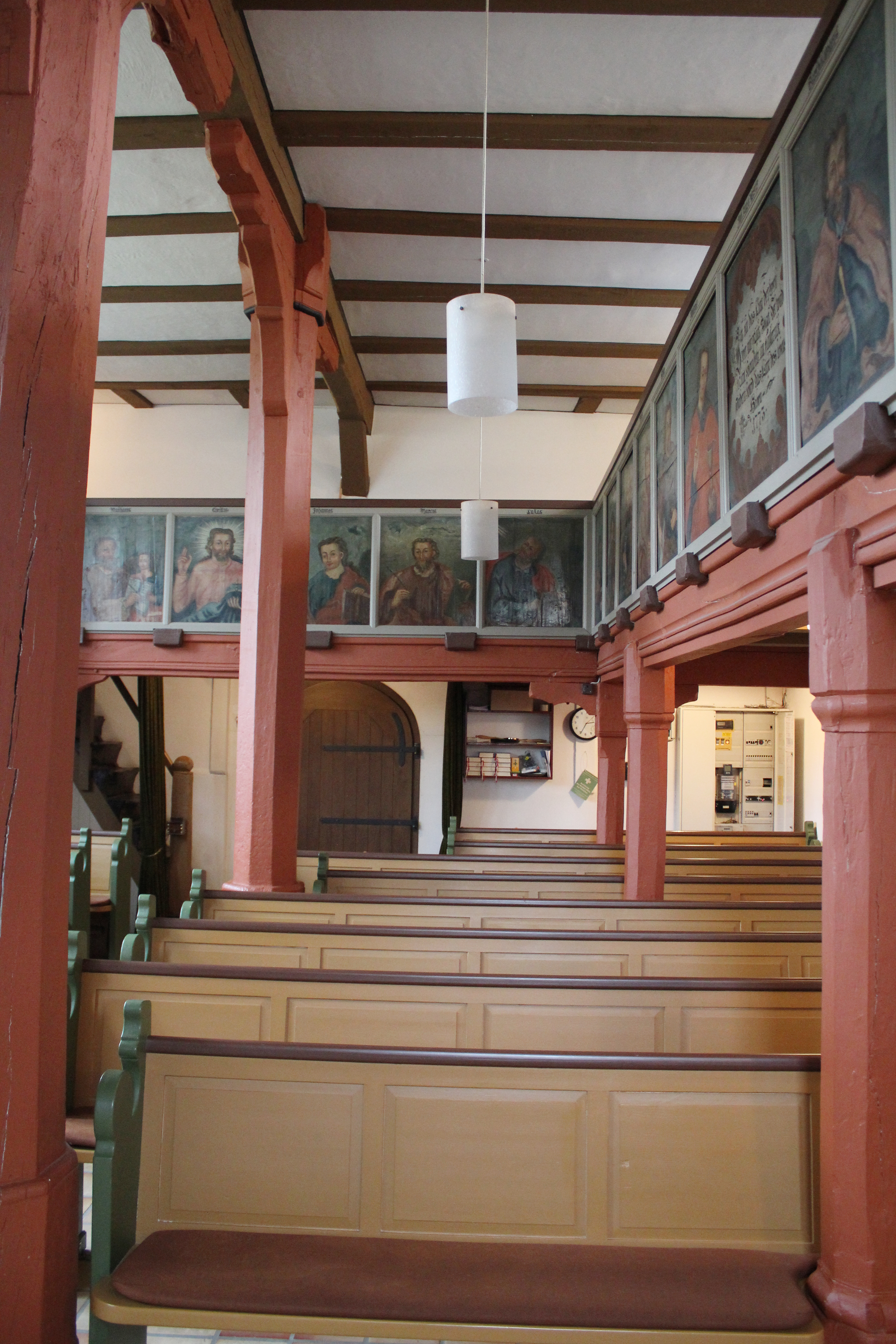
Blick zur Ostempore

Der Innenraum wird durch eine flache Balkendecke abgeschlossen, die auf einem Unterzug ruht, der von zwei achteckigen Holzpfosten mit Kopfbändern gestützt wird. Die Balkenköpfe der Querbalken ragen nach draußen. In die Kirche wurde im Süden und Osten eine hölzerne Winkelempore eingebaut, die von achteckigen Pfosten getragen wird, die an der Ostseite Kopfbänder haben. In Bernsfeld war eine dreiseitige Empore eingebaut, die eine Orgelempore einschloss. Die Brüstungen sind mit 18 Bildern von Luther, Christus, den vier Evangelisten und den zwölf Aposteln bemalt, die mit der Jahreszahl 1773 bezeichnet sind. Es wird vermutet, dass die Bernsfelder Kirche in diesem Jahr renoviert wurde.
Die barocke polygonale Kanzel steht seit der Umsetzung auf einer viereckigen Holzstütze. Die marmoriert bemalten Füllungen der Kanzelfelder werden durch gedrehte Säulen gegliedert. Die vergitterten Chorstände und der Pfarrstuhl, der ursprünglich zur Kanzel führte, wurden nicht übernommen. Das pokalförmige Taufbecken aus Holz mit einer Messingschale und das Altarkreuz mit vergoldetem Kruzifix wurden neu angeschafft. Das hölzerne Kirchengestühl konnte nach dem Vorbild einer erhaltenen Kirchenbank rekonstruiert werden.

## Orgel

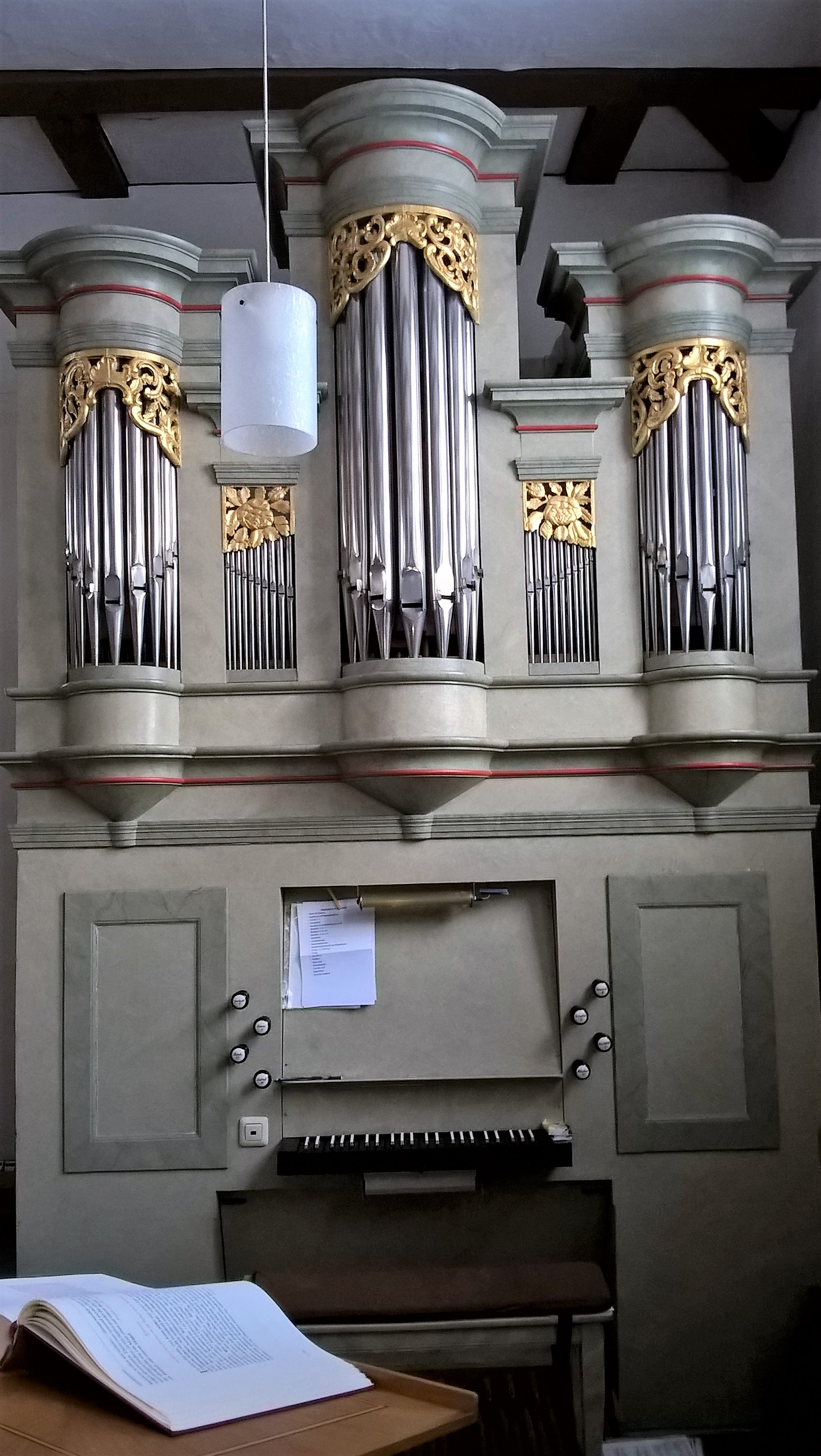
Orgel im historischen Gehäuse von 1767

Für die Bernsfelder Kirche baute Peter Dickel im Jahr 1870 eine neue Orgel, die über neun Register auf einem Manual und Pedal verfügte. Das Instrument wurde in die neue Bernsfelder Kirche übernommen und stand also für die Fachwerkkirche nicht mehr zur Verfügung.
Als die Ilsdorfer Gemeinde 1985 auf der Suche nach einer neuen Orgel war, stieß sie auf die Firma Karl Lötzerich, die eine Orgel hinter einem Denkmalgehäuse anbot. Sie war 1766/1767 von Georg Peter Wilhelm für Ehringen gebaut worden und besaß ursprünglich acht Manual- und zwei Pedalregister. Lötzerich hatte in den 1970er Jahren das barocke Gehäuse mit einer alten Windlade erworben und das Innenwerk vollständig erneuert, teils unter Einbeziehung älterer Lagerbestände, während das historische Pfeifenwerk von Wilhelm in eine neue Orgel in Ehringen übernommen wurde. Der mittlere Rundturm ist überhöht und wird von zwei kleineren Rundtürmen flankiert. Sie werden durch niedrige Flachfelder verbunden. Das Instrument verfügt seitdem über acht Register und weist folgende Disposition auf:
| I Manual C–c3 |       |
| Gedackt       | 8′    |
| Principal     | 4′    |
| Rohrflöte     | 4′    |
| Octave        | 2′    |
| Waldflöte     | 2′    |
| Quinte        | 1 ⁄3′ |
| Mixtur        | 1 ⁄3′ |

| Pedal C–d1 |     |
| Subbass    | 16′ |

- Koppeln: I/P

## Geläut

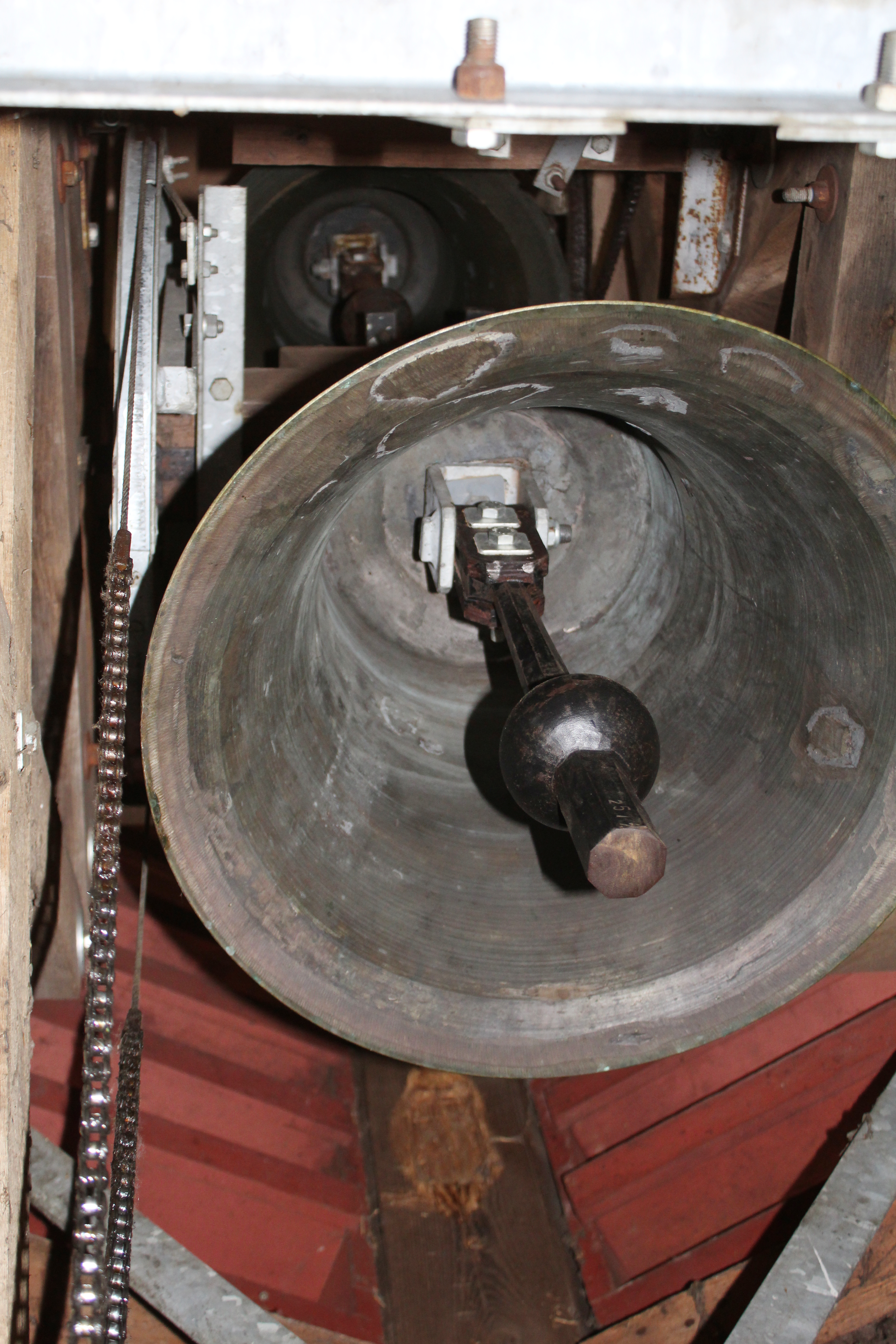
Rincker-Glocken

Der Dachreiter beherbergt ein Zweiergeläut. Die beiden Glocken wurden 1985 und 1992 von der Firma Rincker gegossen. 1985 wurde der Glockenstuhl neu eingebaut, 1992 eine neue Läuteanlage angeschafft und 2010 der Glockenmotor erneuert.
| Nr. | Gussjahr | Gießer, Gussort | Masse (kg) | Schlagton | Inschrift                                                                                  |
| --- | -------- | --------------- | ---------- | --------- | ------------------------------------------------------------------------------------------ |
| 1   | 1992     | Rincker, Sinn   | 96         | g2        | „Dem Herrn * unserem Gott wollen wir dienen * und auf seine Stimme hören + Josua 24/24 +“  |
| 2   | 1985     | Rincker, Sinn   | 55         | b2        | „Sie werden meine Stimme hören, und wird eine Herde und ein Hirte werden + Joh. 10,16 b +“ |